# Сосновица (гмина)
Сосновица (пол. Sosnowica) — сельская гмина (волость) в Польше, входит как административная единица в Парчевский повет, Люблинское воеводство. Население — 2656 человек (на 2008 год).

## Соседние гмины
1. Гмина Дембова-Клода
2. Гмина Людвин
3. Гмина Стары-Брус
4. Гмина Уршулин
5. Гмина Усцимув